# Malleshapura, Koratagere
Malleshapura là một làng thuộc tehsil Koratagere, huyện Tumkur, bang Karnataka, Ấn Độ.